# Thalassocalycidae
Thalassocalycidae is een familie van ribkwallen uit de klasse van de Tentaculata.

## Geslacht
- Thalassocalyce Madin & Harbison, 1978